# Supercondriaco - Ridere fa bene alla salute
Supercondriaco - Ridere fa bene alla salute (Supercondriaque) è un film francese del 2014 scritto, diretto e interpretato da Dany Boon.

## Trama
Romain Faubert è un quarantenne di Parigi ipocondriaco. Il suo migliore e unico amico è Dimitri Zvenka, che è anche il suo medico curante da diciotto anni.
Dimitri è convinto che Romain potrebbe migliorare dalla sua ipocondria vedendo persone che soffrono veramente e lo porta con sé a fare volontariato in un centro di accoglienza per profughi provenienti dal Tcherkistan, un paese immaginario dell'Europa dell'est governato da una dittatura militare.
Per un qui pro quo viene scambiato per Anton Miroslav, leader della resistenza al regime militare, e fatto fuggire sotto mentite spoglie proprio dalla sorella di Dimitri, Anna, che lo ospita a casa sua.
Anna, seppur sposata, si innamora del falso Anton e Romain la asseconda ricambiando il sentimento.
Quando il matrimonio di Anna e la falsa identità del falso rivoluzionario vanno in pezzi, si attivano le forze di polizia francesi per rimpatriare il presunto criminale nel paese che lo ha condannato a morte. Dimitri, Anna e lo stesso Anton si mobiliteranno per far evadere Romain dal carcere estremamente anti-igienico in cui è rinchiuso. Proprio gli eventi legati all'evasione, coronata dal successo, suggellanno l'amore tra Anna e Romain. Nel finale, si vedono il matrimonio tra i due e la nascita del loro figlio, nonché Romain parzialmente guarito dall'ipocondria.